# Il colosso di Rodi
Il colosso di Rodi è un film del 1961 diretto da Sergio Leone.
È il primo film di Leone come regista accreditato, che lo ha visto al lavoro su un genere, il peplum, di cui aveva già avuto esperienza (come aiuto regista di Quo vadis e Ben-Hur e regista della seconda unità e sostitutivo ne Gli ultimi giorni di Pompei). È anche l'unico film di Leone la cui colonna sonora non sia stata affidata ad Ennio Morricone.

## Trama
Nel 280 a.C., l'eroe militare greco Dario fa visita a suo zio Lisippo sull'isola di Rodi, dove è stata appena costruita un'enorme statua del dio Apollo a guardia del porto. Rodi sta pianificando un'alleanza con la Fenicia, che sarebbe ostile alla Grecia. Dario flirta con la bella Diala, figlia dell'autore della statua, Carete di Lindo, mentre viene coinvolto in un gruppo di ribelli capeggiato da Peliocle. Questi ribelli cercano di rovesciare il tirannico re di Rodi Serse; ma così fa anche il malvagio comandante in seconda di Serse, Tireo. Egli ha introdotto clandestinamente a Rodi dei soldati fenici come schiavi e i suoi uomini occupano il Colosso per garantire un ingresso sicuro alla flotta fenicia.
I ribelli vengono a conoscenza di questo piano e decidono di chiedere aiuto ai Greci; Dario, a cui è vietato lasciare Rodi in quanto sospettato di essere una spia, fungerà da inconsapevole messaggero. Ma mentre cercano di uscire dal porto col favore delle tenebre, i ribelli vengono bloccati dalle armi difensive del Colosso e arrestati; Dario viene ovviamente condannato come un cospiratore. Tuttavia, appena prima che i prigionieri vengano giustiziati, gli altri ribelli li liberano. Nel loro nascondiglio Peliocle decide che l'unico modo per fermare l'invasione è controllare il Colosso e liberare i loro compagni ribelli che sono già stati catturati e condannati a lavorare come schiavi sotto il Colosso; il meccanismo di accesso ai sotterranei si trova nella statua stessa. Dario si rende conto che senza ricognizione la missione è destinata a fallire e cerca di ottenere l'aiuto di Diala. Sfortunatamente le dice stupidamente del nascondiglio dei ribelli. Diala, che brama il potere, tradisce Dario e fa in modo che Tireo spazzi via quasi tutti i ribelli – con l'eccezione di Mirte e Koros, la sorella e il fratello di Peliocle, che sono riusciti a nascondersi. I soldati di Tireo uccidono Carete, che non vuole vedere il lavoro della sua vita abusato.
Peliocle e i suoi uomini vengono catturati e costretti a far divertire il pubblico nell'arena locale; ma proprio quando Dario arriva per esporre pubblicamente il complotto del traditore, Tireo esegue il suo colpo di stato e uccide Serse e i suoi servitori. I ribelli si mettono subito in moto per portare a termine il loro piano, ma la ribellione sembra destinata a fallire: Dario viene catturato mentre cerca di far funzionare il meccanismo di accesso ai sotterranei e Koros, che lo accompagna, viene ucciso. Un assalto a tutto campo dei ribelli al Colosso è sventato dal suo formidabile arsenale, che li costringe a ritirarsi in città.
Un terremoto e una violenta tempesta colpiscono l'isola proprio mentre la flotta nemica è visibile all'orizzonte. Tireo e i suoi uomini fuggono dal Colosso quando un tremito scuote violentemente la struttura, venendo però uccisi dai ribelli nelle strade della città; Diala, afflitta dal rimorso, libera Dario ma poco dopo viene uccisa dalla caduta di detriti. Mentre il terremoto continua, il Colosso finalmente si rovescia e si schianta nella baia del porto. Dopo che la furia della natura si placa, Dario e Mirte incontrano Lisippo fuori dalla città in rovina; Lisippo osserva che Dario è ora libero di andarsene, ma suo nipote annuncia che sposerà Mirte e rimarrà a Rodi per contribuire a rendere l'isola di nuovo pacifica.

## Produzione
Il film fu al centro di una lite tra il regista e il primo interprete del ruolo di protagonista maschile, John Derek, che accusò Leone di essere poco esperto e perciò di voler lui prendere le vesti di regista. Alla fine ebbe la meglio Leone, che fu sostenuto dalla maggior parte degli attori del film. Derek quindi si dimise.
Il film è stato girato, per le scene in esterni, al porto di Laredo, in Cantabria, al Golfo di Biscaglia, a Manzanares el Real e nel sito naturale de la Ciudad Encantada a Cuenca.